# Peter Ashdown
Peter Ashdown (Danbury, Essex, 16 de outubro de 1934) é um ex-automobilista britânico de Fórmula 1 nascido na Inglaterra. Ele participou em uma única corrida de Fórmula 1 pela equipe Cooper.
Antes da Fórmula 1 ele era um dos líderes da Fórmula Júnior britânica, mas um acidente em Rouen-Lis-Essarts, em 1958, em que ele quebrou a clavícula, o que dificultou consideravelmente sua carreira.
Após se recuperar, ele continuou correndo na Fórmula 2 pela Cooper-Climax, até ser substituído pelo compatriota Alan Brown no Grande Prêmio da Grã-Bretanha de 1959 de Antree, na Inglaterra, de 1959. De lá, ele voltou para a Fórmula Júnior, onde conduziu um Lola e muitas outras marcas de pequena expressão, ganhando na sua classe em 1960 e 1962 nos 1 000 KM de Nurburgring. Ele se aposentou no final de 1962.